# Link 1
Il Link 1 è un Data Link tattico (TDL). Funziona in modalità full duplex e scambia dati digitali utilizzati dalla difesa aerea terrestre della NATO. Questo collegamento è stato progettato per facilitare la comunicazione punto-punto dei dati di Comando e Controllo.
In generale, funge da collegamento di terra tra entità del NATO Air Defence Ground Environment – NADGE (cioè “ambiente terrestre per la difesa aerea della NATO”), ed ha capacità limitate e non protette.

## Descrizione generale

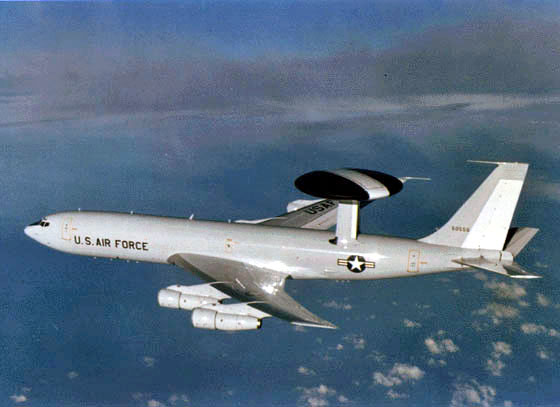
Un AWACS, sistema C2 generatore e validatore di tracce radar di sorveglianza

Il Link 1 è un TDL standard della NATO digitale, non crittografato, punto-punto, per lo scambio automatico di dati di tipo Strobe e Track (tracce radar grezze e validate), combinato con messaggi di gestione dei collegamenti e dei dati tra:
- elementi di base dell'Air Surveillance and Control System – ASACS, “sistema di sorveglianza e controllo aereo” (es. Control and Reporting Centre - CRC “centro di riporto e controllo” e Combined Air Operations Centre – CAOC, “centro di operazioni aeree combinate” )
- unità specifiche, come il Tactical Command and Control System - TaCCS/MC, “Comando tattico di comando e controllo aereo / Comando principale (NATO)”
- buffer di collegamento dati (Ship-Shore-Ship Buffer – SSSB, “Buffer fra nave e terra”, CRC/SAM Interface – CSI, “interfaccia fra centro di controllo e base missilistica”).

Il Link 1 non svolge la stessa funzione del più complesso Link 16, in quanto è soltanto un sistema di comunicazione a terra punto-punto. Il collegamento è di bassa capacità ed è praticamente limitato alle sole piste aeree di passaggio. Non è sicuro, anche se potrebbe essere soggetto alla crittografia standard della linea di terra, ed ha solo le resistenza ECM intrinseca di un cavo interrato o un collegamento a microonde.
Ogni ambiente di terra ha una propria area di responsabilità, denominata Track Production Area - TPA "area di produzione delle tracce". Entrambi i lati dei limiti delle TPA sono aree chiamate Track Continuity Areas (TCA), "area di continuità delle tracce". I dati di traccia vengono scambiati tra le unità quando si trovano nelle TCA di TPA adiacenti. Inoltre, i dati possono essere scambiati all'interno delle Area of Interest - AOI, "area di interesse" definite dall'operatore.
Capita spesso che vengano confusi i diversi significati di Link 1 (inteso come formato) e Link 1 (inteso come contenuto informativo da trasmettere su questo particolare TDL.

## Storia
Il link 1 è uno standard TDL della NATO di prima generazione, sviluppato negli anni '50 come puro formato di collegamento dati di Air Surveillance per scambiare i dati delle tracce radar tra Area Of Responsibility - AOR "aree di responsabilità" definite - (aree geografiche) o Track Continuity Areas - TCA.

### Data Link di prima generazione
Gli standard TDL della NATO della prima generazione sono stati sviluppati in linea con l'appropriato accordo di standardizzazione (STANAG) a metà degli anni '60. Questi tipi di formati di dati proprietari non supportavano lo scambio diretto di dati e informazioni tra diverse architetture IT militari senza una specifica conversione di dati.
Gli standard NATO TDL sono stati sviluppati dal Data Link Working Group (DLWG), “gruppo di lavoro dei data link” dell'Information Systems Sub-Committee (ISSC), “sottocomitato per i sistemi informatici” .

## Utilizzo

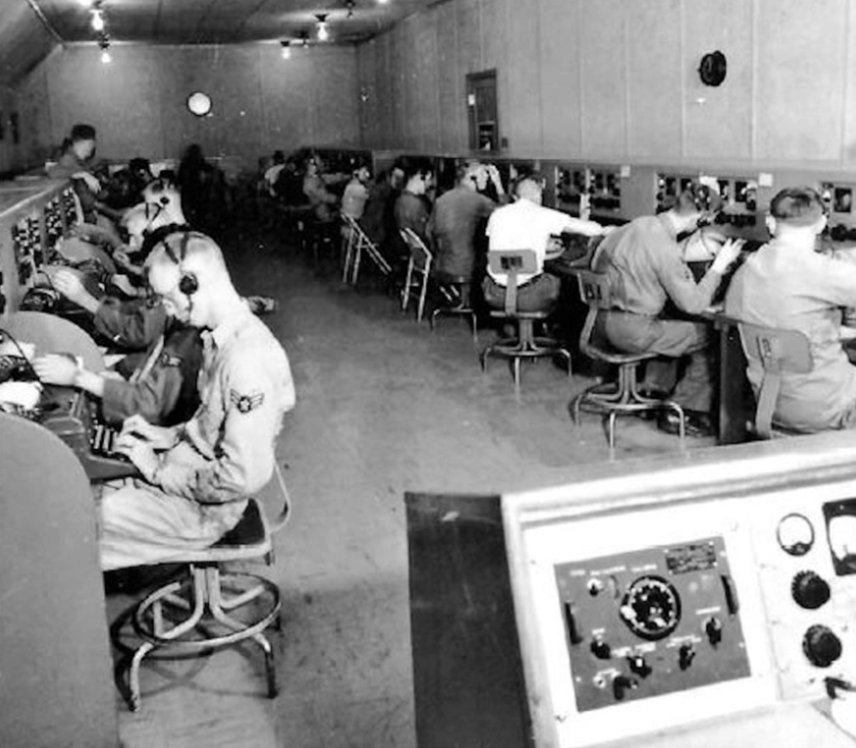
Centro di controllo USAF in Germania negli anni della Guerra Fredda

Oggi lo standard TDL Link 1 non è utilizzato solo dalle nazioni della NATO ma anche dai paesi del Partenariato per la Pace (PfP). Internamente, l'USAF supporta il NATO Air Defence Ground Environment – NADGE (cioè “ambiente terrestre per la difesa aerea della NATO”), ed è utilizzato dal TaCC (Tactical Command and Control), nei Control and Reporting Centre - CRC “centri di riporto e controllo”, Combined Air Operations Centre – CAOC, “centro di operazioni aeree combinate” e nella difesa aerea.

## Tipi di tracce gestiti
I seguenti tipi di tracce vengono scambiati dal Link 1 tra diversi utenti della Recognized Air Picture – RAP (situazione aerea validata).
- Tracce dell'ambiente di terra (Ground Environment - GE): hanno ricevuto il loro ultimo aggiornamento di posizione da un sito di terra. Possono essere sia locali che remote.
- Tracce di allarme rapido per via aerea (Airborne Early Warning - AEW): hanno ricevuto il loro ultimo aggiornamento di posizione da parte di una piattaforma AEW. Sono sempre remote.
- Tracce GE / AEW: vengono utilizzate come Track Pairs ("tracce accoppiate") ai fini della registrazione e sono aggiornate sia dal sito di terra che da AEW.
- Tracce dell'E-3A: sono le tracce di un E-3A (piattaforma C2 aeroportata AWACS) attivo, solitamente correlate al messaggio P-1 ricevuto su Interim JTIDS Message Specification - IJMS ("specifica ad interim di messaggi JTIDS").

## Messaggi
I seguenti messaggi di informazione sono supportati dal Link 1 del NATO Air Defence Ground Environment – NADGE:
- S0 - Test message: utilizzato per testare il canale al fine di scambiare i dati del Link 1. In media, S0 viene trasmesso ogni 10 secondi.
- S3 - IFF / SIF message: utilizzato per trasmettere la modalità IFF / SIF 1, 2 e 3 su una traccia specifica. Questo messaggio è sempre associato a un S4 Basic Track Data Messages.
- S4 Basic Track Data Messages: utilizzato per riportare i dati posizionali di base di una traccia. L'S4 è associato a S3 o a un messaggio S5.
- S5 – Expanded Track Data Message: utilizzato in combinazione con S4 (o S6) per riportare i dati aggiuntivi di una traccia. La trasmissione iniziale di una combinazione di messaggi S4 / S5 avvia una nuova traccia sul sito Link 1 ricevente.
- S6 – Weapon Assignment Message: usato per trasmettere messaggi S6 di assegnazione delle armi.

## Specifica
Lo standard TDL NATO Link 1 è caratterizzato dalle specifiche come:
| Link 1                           | Specifica                                                         | Note                                                              |
| -------------------------------- | ----------------------------------------------------------------- | ----------------------------------------------------------------- |
| Riferimenti                      | STANAG 5501 (Ed. 4) Jan 2007 NCGX-101-IS                          |                                                                   |
| Livello di standardizzazione     | NATO Data Link Standard                                           | Messaggi Serie S                                                  |
| Controllo di configurazione      | - ADSC (Implementazione) - ADSIA (Standard)                       |                                                                   |
| Servizi coinvolti e sistemi TaCC |                                                                   | US Air Force, Army NADGE, sistemi nazionali di gestione armamenti |
| Messaggi trasmessi               | 1. Surveillance (solo aria) 2. ECM-strobe-tell 3. Info-management |                                                                   |
| Formato dei Messaggi             | 2 messaggi/frame - 128 bit/frame - 49 infobit/messaggio           | formato del messaggio: fisso                                      |
| Serie di messaggi                |                                                                   | Serie S                                                           |
| Numero di messaggi               | 6                                                                 |                                                                   |
| Velocità di trasmissione         | 1200 bit/sec (base) 600 o 2400 bit/sec (alternativa)              |                                                                   |
| Comunicazione                    | Frequency-shift keying - FSK, punto-punto                         | Cavo in fibra ottica, cavo coassiale, ponte radio                 |
| Sicurezza IT                     | ECM Cifratura                                                     | NO NO                                                             |
| Utilizzabile da:                 | - NATO - Nazioni del PfP - Internet                               | Sì Sì                                                             |

## Conclusione
Il Link 1, come standard TDL NATO di prima generazione, non è più aggiornato e non soddisfa più i requisiti operativi.
Inoltre, non vi è alcuna sicurezza informatica delle informazioni trasmesse, come risultato di nessuna resistenza a contromisure elettroniche (ECM) e di crittografia insufficiente. Sebbene il Link 1 sia diventato obsoleto, è ancora in funzione.